# Timon Kyle Durrett
Timon Kyle Durrett (Chicago, 12 luglio 1973) è un attore statunitense.

## Biografia
Durrett nasce a Chicago nell'Illinois il 12 luglio 1973. 

### Carriera
Dopo che si trasferisce a Los Angeles Durrett appare in diverse serie tv come Girlfriends, CSI: Miami, Eve, CSI: NY, Vanished, Las Vegas, Heroes, Samantha chi?, Melrose Place, Single Ladies, Castle, Are You There, Chelsea? e Zoe Ever After e in film come Il sogno di Calvin e La bottega del barbiere 3. Nel 2004 interpreta Jim Edwards nella soap opera Febbre d'amore. Nel 2016 interpreta Davis West nella serie tv Queen Sugar restando fino al 2021. Dal 2025 interpreta Bill Hamilton nella soap opera Beyond the Gates.

## Filmografia

### Cinema
- Il sogno di Calvin (2002)
- Choker (2005)
- Stiletto (2008)
- La bottega del barbiere 3 (2016)
- Un'altra scatenata dozzina (2022)
- The Final Say (2023)

### Televisione
- Girlfriends - serie TV, 1 episodio (2003)
- CSI: Miami - serie TV, 1 episodio (2003)
- Eve - serie TV, 1 episodio (2004)
- Febbre d'amore - soap opera (2004)
- CSI: NY - serie TV, 1 episodio (2005)
- Vanished - serie TV, 1 episodio (2006)
- Las Vegas - serie TV, 1 episodio (2007)
- Heroes – serie TV, 2 episodi (2007)
- Samantha chi? – serie TV, 1 episodio (2007)
- Melrose Place – serie TV, 1 episodio (2009)
- Ghost Whisperer - Presenze - serie TV, 1 episodio (2010)
- Single Ladies - serie TV, 3 episodi (2011)
- Castle - serie TV, 1 episodio (2012)
- Are You There, Chelsea? - serie TV, 1 episodio (2012)
- Zoe Ever After - serie TV, 1 episodio (2016)
- Stuck with You - serie TV (2020)
- Queen Sugar - serie TV (2016-2021)
- Cherish the Day - serie TV, 1 episodio (2022)
- Beyond the Gates - soap opera (2025-in corso)